# Вулиця Заповітна (Львів)
Вулиця Заповітна — вулиця в Шевченківському районі міста Львова, місцевість Замарстинів. Сполучає вулиці Городницьку та Східну. Прилучається вулиця Євгена Лисика.

## Історія та забудова
Вулиця прокладена у 1950-х роках, у 1958 році отримала сучасну назву вулиця Заповітна, на згадку про «Заповіт» Тараса Шевченка.
Пролягає у промисловій зоні, з непарного боку, під № 1 розташовується комплекс будівель львівської кавової фабрики «Галка». Всі інші будинки приписані до сусідніх вулиць, зокрема, завод хлібобулочних напівфабрикатів ПрАТ «Концерн Хлібпром» (вул. Східна, 45).